# فریست گلن (مریلند)
فریست گلن (به انگلیسی: Forest Glen) شهری در ایالت مریلند کشور ایالات متحده آمریکا است که جمعیت آن در سرشماری سال ۲۰۱۰ میلادی، ۶٬۵۸۲ نفر بوده‌است.